# セントアンドリューズ大聖堂 (シンガポール)
セントアンドリューズ大聖堂（セントアンドリューズだいせいどう、英: St Andrew's Cathedral）は、シンガポールに所在する聖公会の大聖堂。セントラル・エリア内、ダウンタウン・コアのシティホール（旧市庁舎）近くに位置している。シンガポール聖公会教区における中心的な大聖堂であり、27の小教区の母教会としての役割を持っている。教会は1836年から現在の場所に存在しているが、現存する建物は1856年から1861年に建築されたものである。

## 歴史

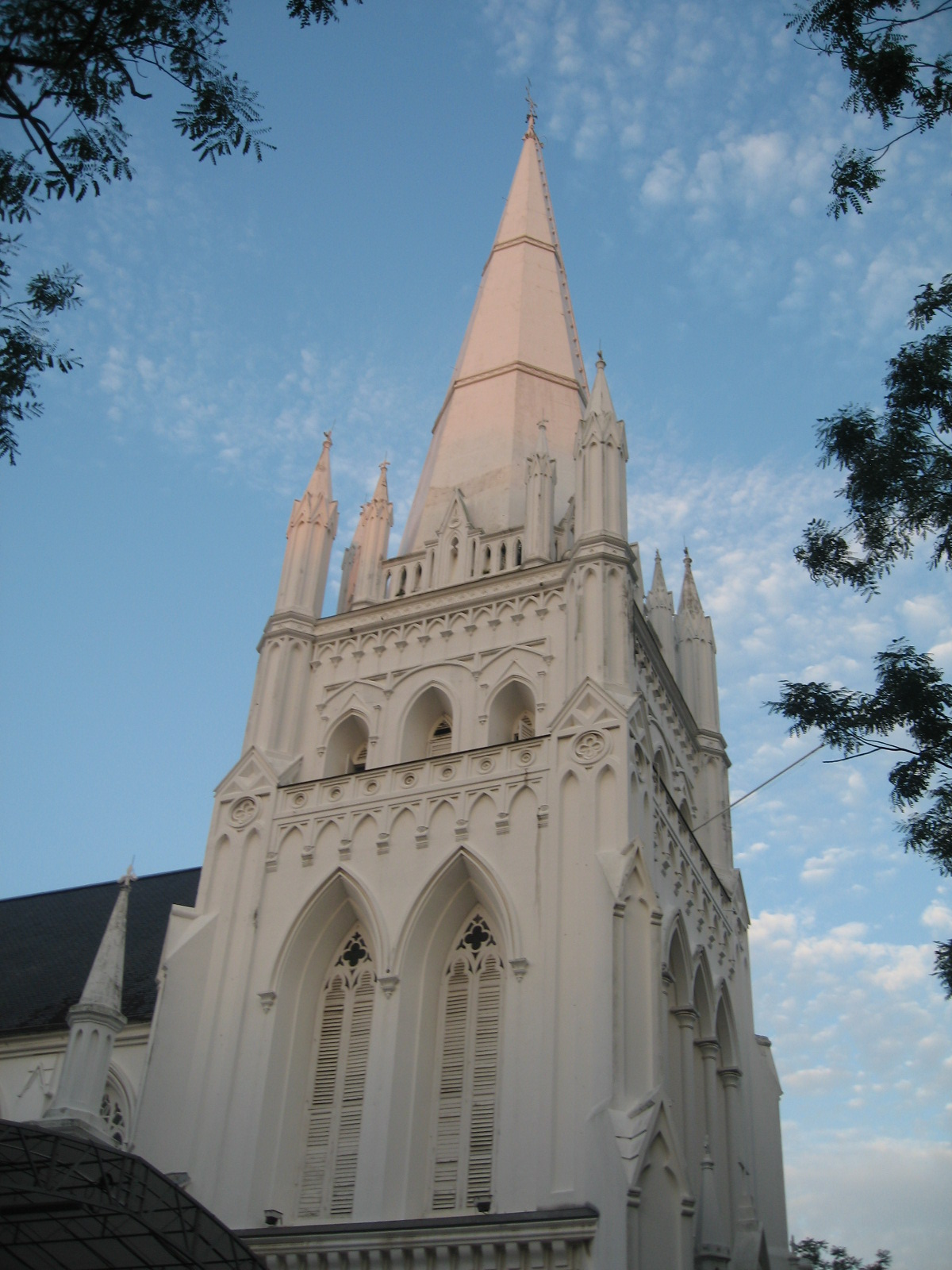
大聖堂の中心部の尖塔

トーマス・ラッフルズの1822年の都市計画により、ヒルストリートとノースブリッジ・ロード間の土地の一部は、聖公会の教会用地として割り当てられていたが、コミュニティにより資金調達がなされる1834年まで建設が始まることはなかった。教会はノースブリッジ・ロードとセントアンドリューズ・ロードの間に建設され、建築基金へ多大な貢献を行ったスコットランド人のコミュニティに敬意を表し、スコットランドの守護聖人、聖アンデレの名を冠した。

### 最初の教会
最初の教会はジョージ・ドラムグール・コールマンにより、新古典主義建築で設計された。1835年11月9日に礎石が敷設され、1836年には完成。1837年6月18日に教会の最初の牧師であるエドマンド・ホワイト牧師による初めての礼拝、1838年9月10日にカルカッタのダニエル・ウィルソン主教による聖別が行われた。
建築された教会は「市庁舎、大学、もしくは集会所」に見えると不評であったため、ジョン・ターンブル・トムソンにより、1842年に尖塔が増築された。しかし、尖塔には避雷針が設置されておらず、1845年と1849年に落雷に見舞われ、安全性の問題から1852年に閉鎖、その後、1855年に取り壊された。
教会の鐘は、1843年にアメリカ領事ジョセフ・バレスティアの妻、マリア・リビア・バレスティアより寄贈されたものであり、夫人の名前にちなみ、リビアベルと名付けられた。

### 2番目の教会
新たな教会の建設は、当時の海峡植民地の知事、ウィリアム・ジョン・バターワースにより開始され、技官であり監獄長のロナルド・マクファーソン大佐により、ゴシック・リヴァイヴァル建築様式で設計された。以前の教会の倍の高さで、尖塔を持たない設計であったが、建築中に基礎が構造の重さに耐えきれないことが判明し、代わって軽量の尖塔が採用された。初期のシンガポールでは一般的であった、インドの囚人労働者による建設を容易に進められるよう、計画は簡素化された。建設中にマクファーソンはマラッカへ異動することとなり、教会の完成は、後に市庁舎（現ヴィクトリアシアター・アンド・コンサートホール）を設計したジョン・ベネットを含む3名の政府職員に託された。
1856年3月4日にカルカッタ教区のダニエル・ウィルソン主教が礎石を敷設し、1861年に建物が完成した。初の礼拝は1861年10月1日に行われ、1862年1月25日にジョージ・コットン主教により聖別を受けた。
セントアンドリューズ教会の宣教は1856年6月25日に始まり、シンガポール初の聖公会の福音派におけるアウトリーチが始まった。

### 大聖堂としての聖別

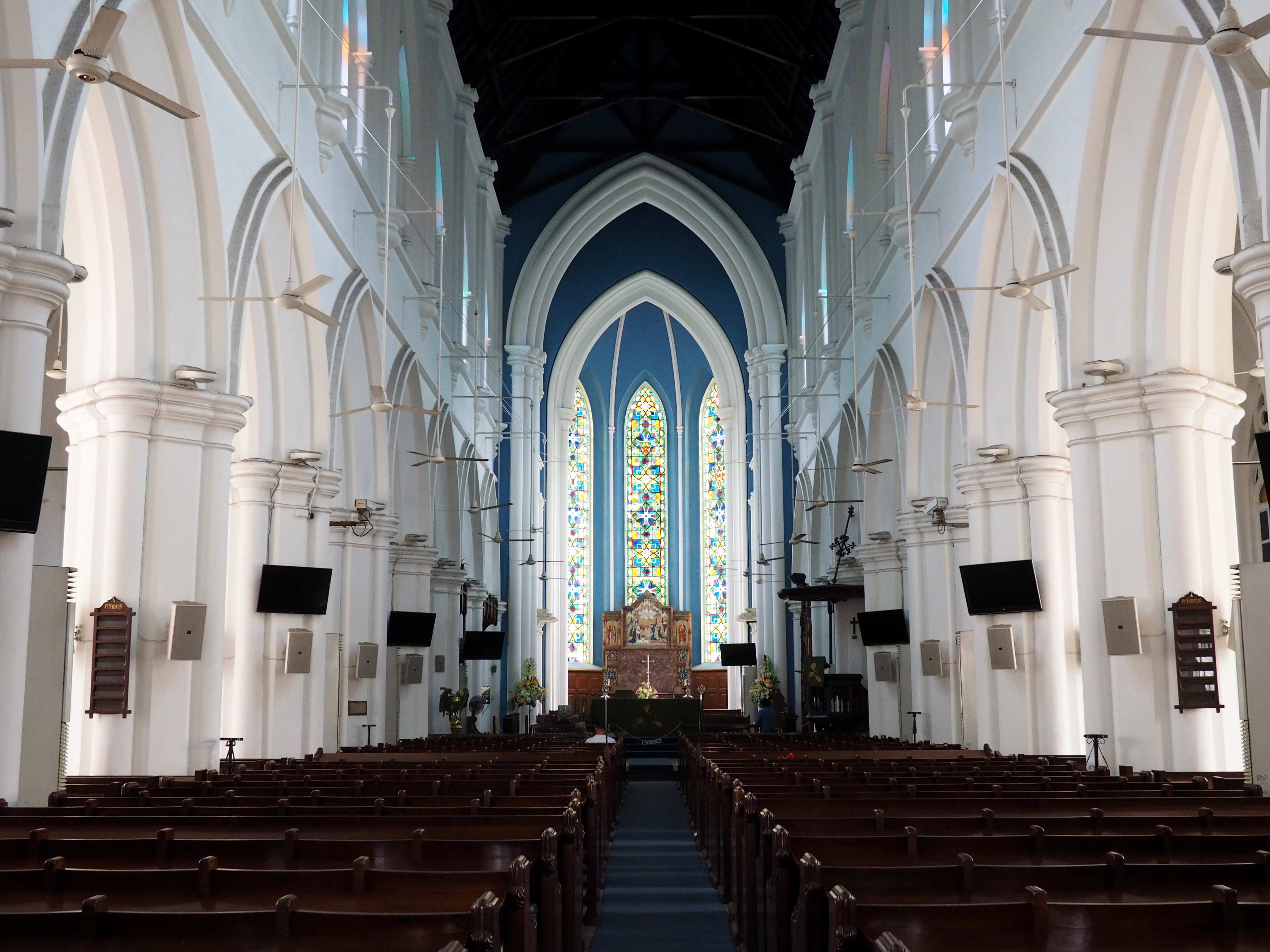
セントアンドリューズ大聖堂の身廊

1869年、教会はカルカッタ教区からラブアン教区とサラワク教区へ移管された。大執事のジョン・アレイン・ベックルズは合同教区の大聖堂として聖別を行った。
教会の鐘リビアベルは、1889年に取り替えられ、シンガポール国立博物館に展示されている 。大聖堂はシンガポール教区の教会会議の所有となっており、1909年にはJ・ファーガソン＝デイビー牧師が初めて聖公会の主教として任命された。日本軍が侵攻した1942年には、シンガポールが制圧される直前まで、大聖堂は救急病院として使用され、また、1952年には第二次世界大戦による死者を追悼するための、メモリアルホールが建設された。
大聖堂の北と南に位置する翼廊は、元々は馬車用のポーチとして造られたが、ホール、会議室、オフィスを建設するために、1952年に北の翼廊、1983年には南の翼廊が拡張された。

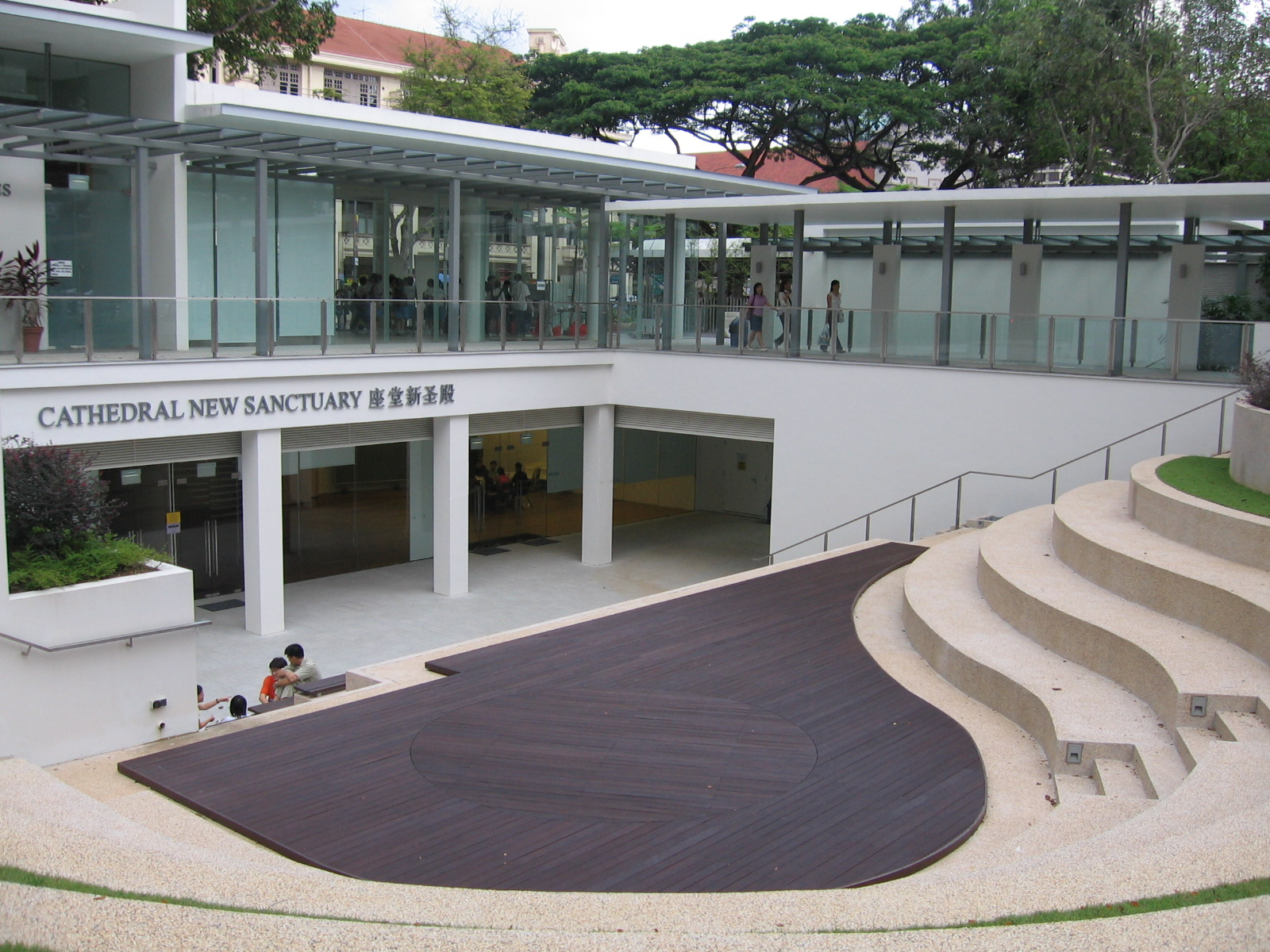
拡張されたCathedral New Sanctuaryの入り口

1973年6月28日、セントアンドリューズ大聖堂は、シンガポールの国定記念物として公示された。
その後、増加する会衆への対応として、2003年に「Cathedral New Sanctuary（大聖堂の新聖域）」と呼ばれる拡張計画が持ち上がった。国定記念物の要件へ対応するため、既存の建物を改築することができず、新たな礼拝堂を地下に建設し、Cathedral New Sanctuary は2005年11月に完成した。

## 建築様式
大聖堂はゴシック・リヴァイヴァル建築様式で設計されマドラス・チュナムで仕上げられた。建築家のマクファーソンは、イギリスのハンプシャーにある廃墟となった13世紀の教会、ネットリー修道院の構造の特徴にインスピレーションを受けたとされている。
アプスにある3つのステンドグラスは、シンガポール初期の植民地時代の3人の人物を奉っており、彼らを紋章で窓に表現している。中央の窓にはスタンフォード・ラッフルズ、左側は初期のシンガポールの著名な駐在官であるジョン・クローファード、右側は、2番目の教会の建設当時の知事であったウィリアム・バターワース少将である。
セントアンドリューズ大聖堂の3つのオブジェクトは、イギリス聖公会の教会との関係性、カンタベリー大主教への全世界的な忠誠を象徴している。見台の柱にはめ込まれている、カンタベリー十字の青銅のレプリカのついた「カンタベリーストーン」は1936年にカンタベリー大聖堂から贈られたものである。講壇の支柱に付いた「コヴェントリー十字」は、第二次世界大戦中の爆撃によって破壊された、14世紀のコヴェントリー大聖堂の廃墟から見つかった釘によって作られた。エピファニーチャペルにある「コロネーションカーペット」は、ウェストミンスター寺院で行われたエリザベス2世の戴冠式で使用されたものである。

## ギャラリー

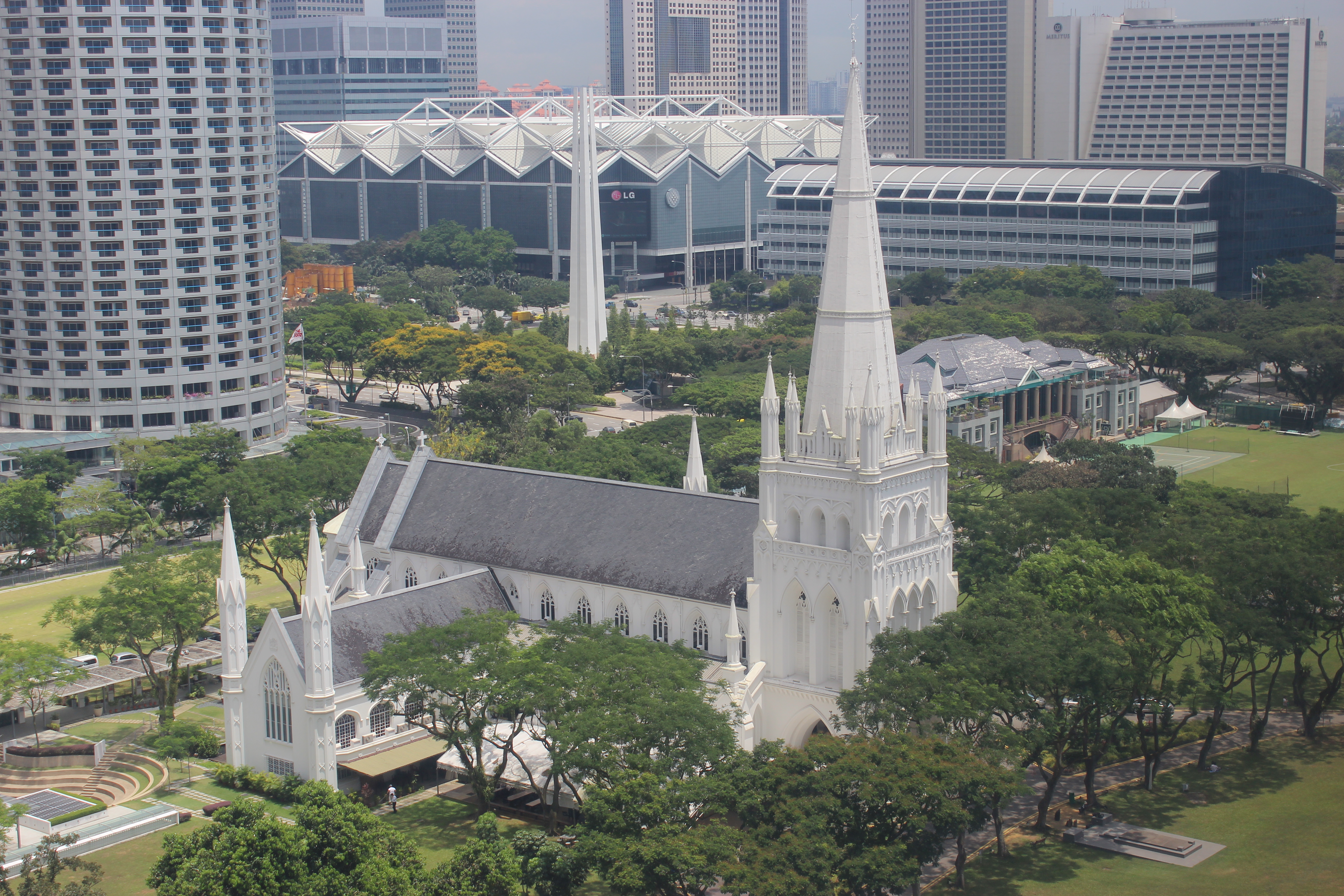
航空写真
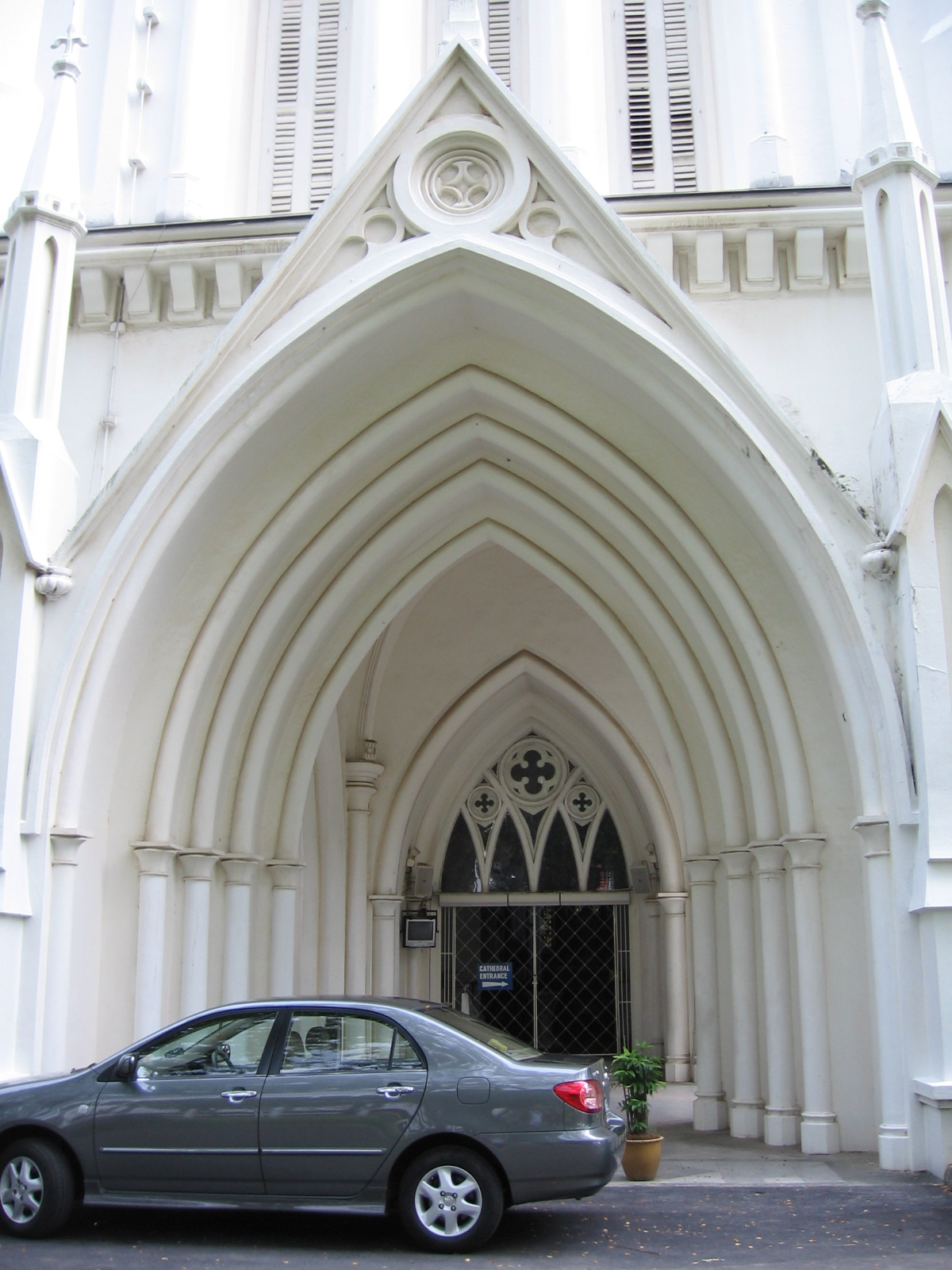
大聖堂のアーチ状のエントランス
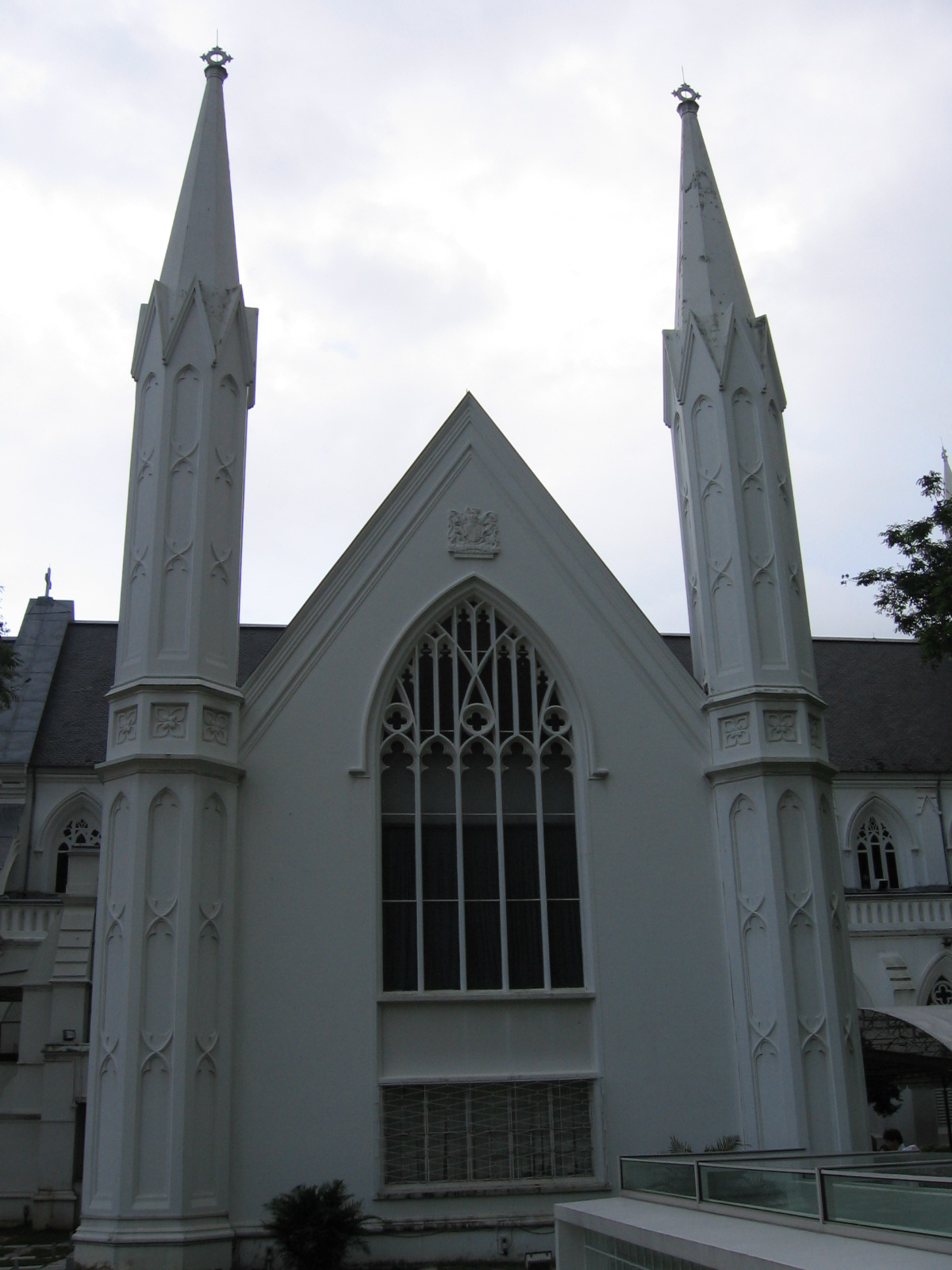
大聖堂西の尖塔
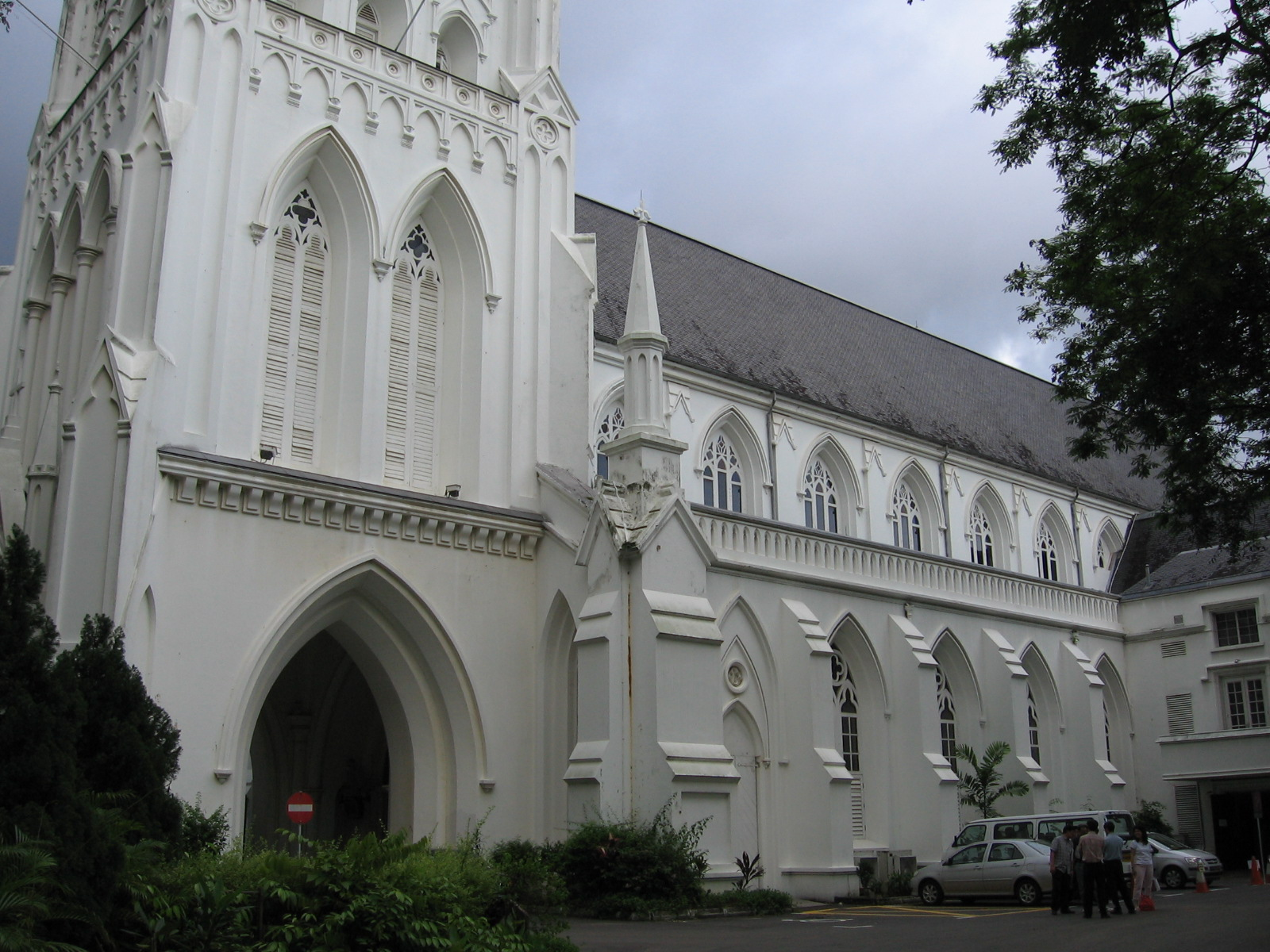
大聖堂の外観
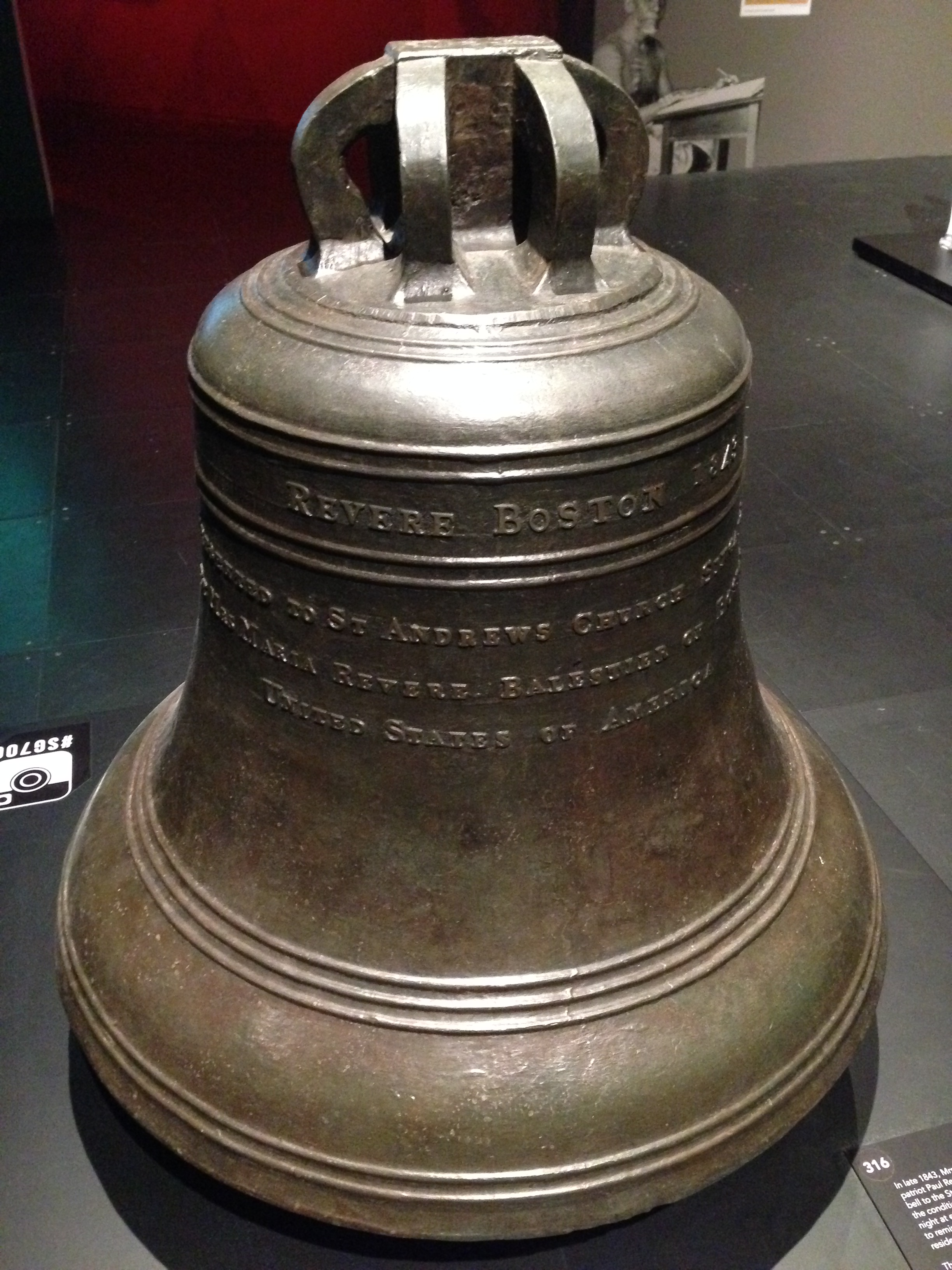
シンガポール国立博物館に展示されている「リビアベル」
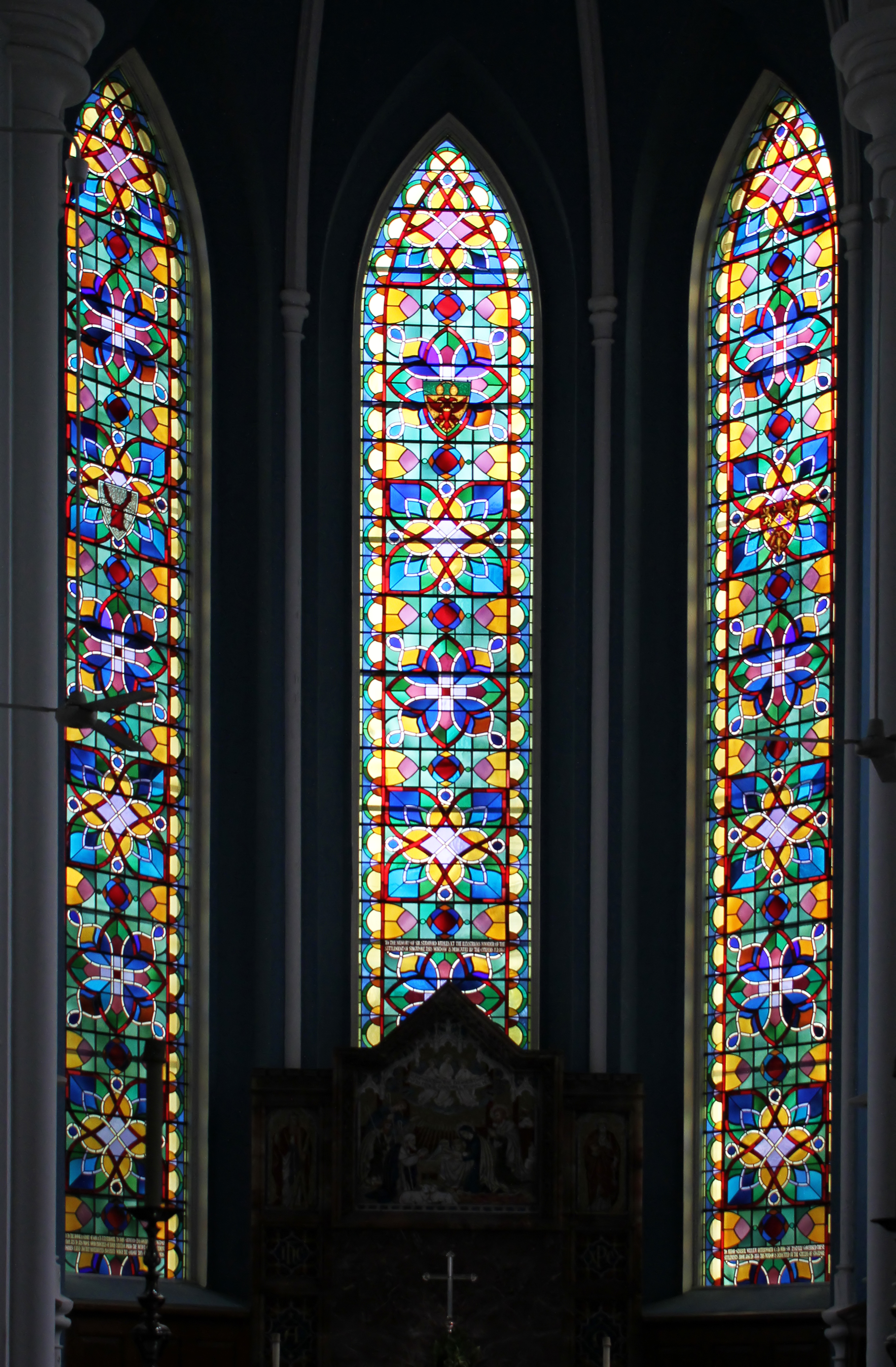
ステンドグラスの窓
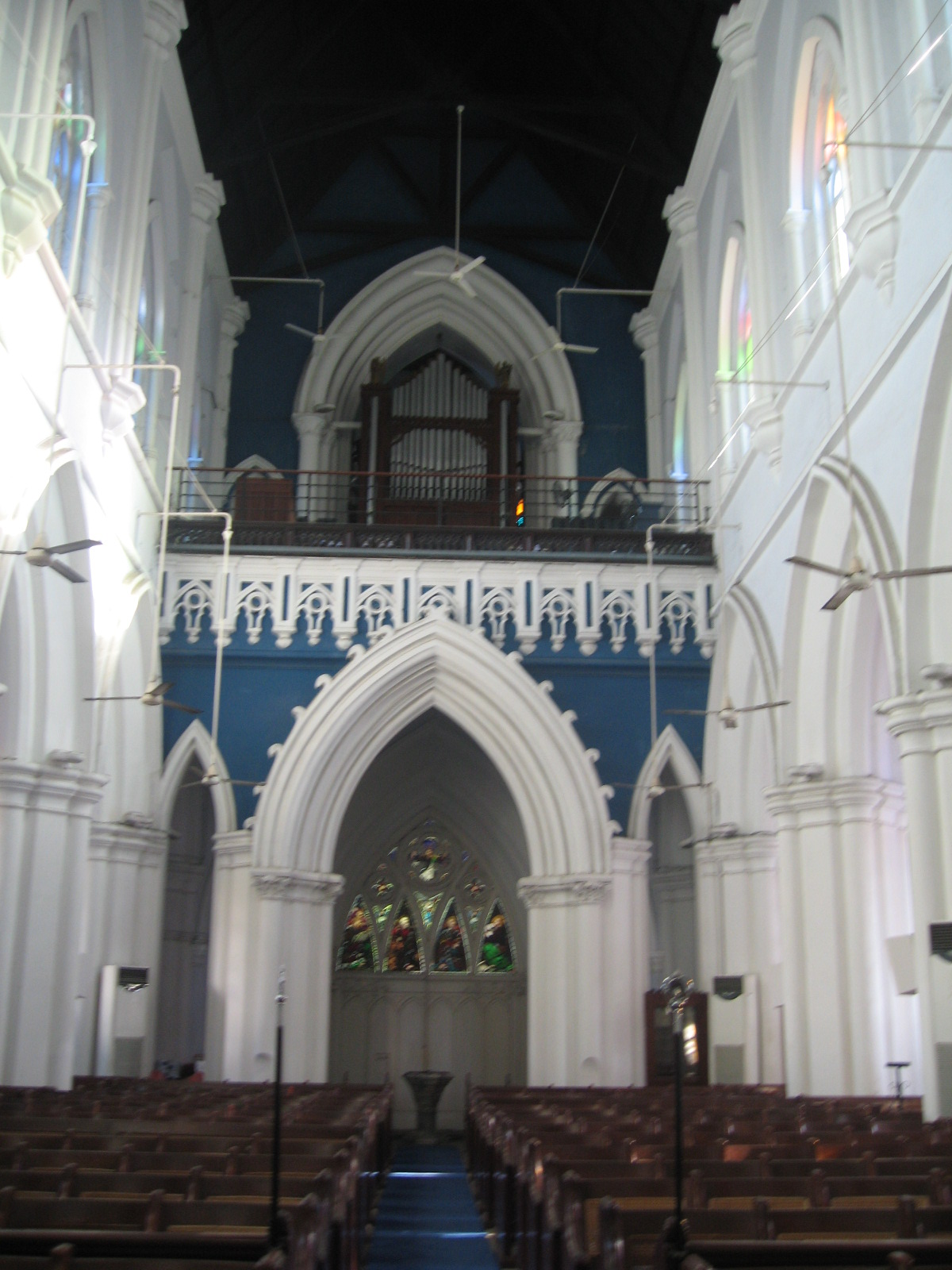
大聖堂の西端